# Кропивне (Дмитрівська селищна громада)
Кропивне́ — село в Україні,  у Дмитрівській селищній громаді Ніжинського району Чернігівської області.  

## Географія
Село розташоване на трасі Ічня-Дмитрівка на крайньому півдні колишнього Бахмацького району. 35 км від міста Бахмач, 10 км — від з. станції Рубанка.
Оточене болотами і торф'яниками.
У селі бере початок річка Хвощова, права притока Ромену.
Біля села знаходиться гідрологічний заказник місцевого значення Кропивне.

## Історія

### Козацтво
На карті Боплана від 1648 р. позначено як існуюче.
У жовтні 1649, за Зборівською угодою із Річчю Посполитою, утворена Кропивнянська сотня у складі Прилуцького полку із центром у с. Кропивне. За реєстром мала 100 козаків. 1651 до сотні долучено територію і козаків ліквідованої Липівської сотні Прилуцького полку. Ще в часи Гетьмана Богдана Хмельницького сотня ліквідована і приєднана до Красноколядинської. Отже, село було сотенним центром Гетьманщини неповних п'ять років.
Єдиним сотником Кропивненської сотні був Михайло Торлало.
У 1780 році населення Кропивного складало 1994 особи.
З 1917 — у складі УНР. Станові козаки Кропивнного активно підтримали відновлену українську державу, зокрема відомо про героїв війни з Росією Павла Нечитайла, адміністративного поручника вспоміжного корпусу старшин Армії УНР та Сергія Момота, хорунжого 5-ї Херсонської стрілецької дивізії Армії УНР.
1920 року московитам вдалося встановити у селі стабільний комуністичний режим.

### Голодомор
Село постраждало внаслідок Геноциду українського народу 1932-33 роки, проведеного урядом СРСР. У Книзі національної пам'яті містяться імена наступних жертв терору голодомору (Списки загиблих, Ф. 9030, оп. 2, спр. 1; свідчення очевидців, Ф. 9030, оп. 1, спр. 41, 46, 75):
- […] Іван Олексійович, 1904 р.н., 1933 р., голод
- […] Михайло […], 1933 р., голод
- Борсук Володимир Миколайович, 1933 р., голод
- Борсук Іван Мусійович, 1933 р., голод
- Борсук Марія Миколаївна, 1933 р., голод
- Борсук Олексій Миколайович, 1933 р., голод
- Гайко Олена Григорівна,1933 р., 1933 р., голод
- Кирпенко Григорій Петрович, 1933 р., голод
- Коваленко Іван Васильович, 1933 р., голод
- Кропивний Андрій Іванович, 1933 р., голод,
- Кропивний Михайло Іванович, 1933 р., голод
- Кропивний Михайло Прокопович, 1933 р., голод
- Кучер […], 1933 р., голод
- Кучер Іван Сидорович, 1933 р., голод
- Лазурович Михайло […], 1933 р., голод
- Малецький Федір Іванович, 1933 р., голод
- Мархель Семен Васильович, 1933 р., голод
- Медвідь Марфа Афанасіївна, 1933 р., голод
- Нечуй Марія Олександрівна, 9 р., 1933 р., голод
- Полонський Іван Данилович, голод
- Полонський Микола Антонович, 1933 р., голод
- Полонський Яків […], 1933 р., голод
- Полянський Степан Петрович, 1933 р., голод
- Салій Оксана Леонтіївна, 1933 р., голод
- Ткаченко Олена Андріївна, 1933 р., 1933 р., голод
- Федоренко Микола Іванович, 1933 р., голод
- Цюпка Василь […], 1933 р., голод
- Черненька Євдокія Афанасіївна, 1933 р., голод
- Черненький Сидір […], 1933 р., голод
- Шевченко Йосип […], 1933 р., голод
- Шевченко Дарія Володимирівна, 1933 р., голод

Сталінський режим провів у селі кілька насильних мобілізацій до війська — 1941 та 1943. В результаті 285 чоловік із 421 мобілізованих доведено до смерті.
На поч. 1970-их мешкало 1200 осіб. З сер. 1960-их має тенденцію до зменшення, аж до ознак демографічної кризи. Ця криза спровокована акцією Голодомору в Україні 1932—1933, масовою мобілізацією чоловіків репродуктивного віку до сталінського війська та вимиванням працездатного населення на некваліфіковані роботи до міста — 1960-ті роки.

## Населення

### Мова
Розподіл населення за рідною мовою за даними перепису 2001 року:
| Мова            | Кількість | Відсоток |
| --------------- | --------- | -------- |
| українська      | 765       | 96.84%   |
| російська       | 15        | 1.90     |
| румунська       | 5         | 0.63%    |
| угорська        | 2         | 0.25%    |
| інші/не вказали | 3         | 0.38%    |
| Усього          | 790       | 100%     |

## Соціальна інфраструктура
Середня школа у доброму приміщенні. Православна парафія без постійного священика — настоятель отець Іван із Дмитрівки, клірик Російської православної церкви Московського патріархату.

## Уродженці та вихідці із села
- Беззуб Михайло (1916—1938), син станового козака, учасник радянсько-японської війни, загинув поблизу озера Хасан. Прадід Андрія Ковальова, тележурналіст.
- Вангенгейм Олексій Феодосійович (1881—1937), радянський вчений-метеоролог, засновник і перший керівник Єдиної гідрометеорологічної служби СРСР. Жертва більшовицького терору.
- Гронець Максим Прокопович (1884—1963) — український художник і педагог.
- Момот Сергій, хорунжий 5-ї Херсонської стрілецької дивізії Армії УНР, герой війни з Росією.
- Нечитайло Павло Антонович, адміністративний поручник вспоміжного корпусу старшин Армії УНР, герой війни з Росією.

## Також
- Перелік населених пунктів, що постраждали від Голодомору 1932—1933 (Чернігівська область)